# Горняткевич Андрій Дем'янович
Андрій Дем'янович Горняткевич (нар. 31 серпня 1937, с. Кривеньке, нині Тернопілької області) — мовознавець, професор-філолог, бандурист, редактор, дослідник кобзарства.

## Біографічні відомості
Народився 31 серпня 1937 р. у с. Кривеньке, Чортківського р-ну, Тернопільської обл. (Україна). Середню освіту закінчив у середній школі Сетон Гал (1955), потім здобув ступінь бакалавра (1959) в університеті Сетон Гал, пізніше — ступінь магістра (1962) у Сиракузькому університеті.
Закінчив у 1972 Каліфорнійський університет у м. Берклі зі званням доктора філософії. Живе в Едмонтоні, Канада. Вивчав гру на бандурі у В. Юркевича та З. Штокалка. Мав своїх учнів, серед яких Сакума Суїці. Автор численних праць відносно кобзарського мистецтва.
Працював у Канадському інституті українських студій, у 1976 р. став професором Альбертського університету. Член УВАН, НТШ, НСКУ, ВУМС, Пласт.

### Праці
Автор мовознавчих творів і багатьох праць про кобзарське мистецтво.
- Hornjatkevyč A. Contemporary Ukrainian. Edmonton, 1975
- Hornjatkevyč A. Contrastive Linguistics: Ukrainian — English. Edmonton, 1976
- Горняткевич А. Український правопис 1928 vs. 1960. // Journal of Ukrainian Studies, 1980, № 8, p. 15-32
- Hornjatkevyč A. Ukrainian Conjugation. // International Journal of Slavic Linguistics and Poetics, № 24, 1882, p. 59-77
- Горняткевич А. Що або хто справді загрожує українській мові. // Сучасність, 2000, № 4, — С. 146-153, а також на Інтернеті: litopys.org.ua/rizne/gorniatk.htm
- Hornjatkevyč A. The Slavic World: A Culturological Study. Edmonton, 2002
- Hornjatkevyč A. Ukrainian Reference Grammar in English. Edmonton, 2005
- Hornjatkevyč A. 530 Ukrainian Verbs fully Conjugated in All Tenses. Edmonton, 2015
- Hornjatkevyč A. Ukrainian Linguistics in Canada: Second Half of the Twentieth Century and Beyond. // East/West: Journal of Ukrainian Studies, vol. 5, no 1, 2018 — p. 53-69.
- Горняткевич А. Український правопис 2019 р.: Старе знов нове // Західньоканадський збірник XLIX — Едмонтон, Видавництво НТШ в Канаді, 2020 — С. 142—149.
- Горняткевич А. - Образ провідника у поетичних творах Івана Франка // Proverbs in Motion: A Festschrift in Honour of Bohdan Medwidsky/ — Edmonton, CIUS, 2014 — p. 290-298
- Hornjatkevyč A. J., Nichols T. R. - The Bandura // Canada Crafts, April/May, 1979 p. 28-29
- Горняткевич А. Кобза-бандура. Спроба історичного підсумку // Збірник на пошану Григорія Китастого у 70-річчя з дня народження. Н.Й, США, УВАН, 1980 — C. 62-66)
- Горняткевич А. - Кобза чи бандура? // Пам'ятники України, 1995, № 1, — C. 58-60, а також на інтернеті.
- Горняткевич А. - Чи справді бандурне мистецтво — ж. «Бандура», 1981, № 1
- Горняткевич А. - Відновлення традиції — ж. «Бандура», 1982, № 2
- Hornjatkevyč A. - The Book of Kodnia and the Three Bandurists — ж. «Бандура», № 11-12, 1985
- Горняткевич A. - Жінка й бандура — ж. «Бандура», № 11-12, 1985
- Горняткевич A. - Григорій Трохимович Китастий 1907-84 — ж. «Бандура», № 11-12, 1985
- Горняткевич A, - Наша спільна спадщина — ж. «Бандура», № 25-26, 1988
- Горняткевич А. - Християнські мотиви в думах // Збірник праць ювілейного конґресу / Науковий конґрес у 1000-ліття хрещення Руси України — Мюнхен, 1988-89 [Архівовано 1 вересня 2014 у Wayback Machine.] — С. 475
- Горняткевич A. - Українсько-лебійський словник  — ж. «Бандура», № 45-46, 1993
- Горняткевич A. - Лебійсько-український словник  — ж. «Бандура», № 45-46, 1993
- Горняткевич А. - Кобзарське мистецтво Григорія Китастого  // НТЕ —1993 ч 5-6
- Горняткевич А. - Кобзарське слава Зіновія Штокалка // НТЕ — 1994 — ч 5-6
- Горняткевич A. - Віддзеркалення лірницько-кобзарського побуту в лебійській мові — ж. «Бандура», № 49-50, 1994
- Горняткевич А. - А. М. Бобир — ж. «Бандура», № 49-50, 1994
- Горняткевич A. - Звукозаписи Зіновія Штокалка — ж. «Бандура», № 71/72, 2000
- Горняткевич A. - Кобзарство — Суб'єктивні міркування — ж. «Бандура», № 73-74, 2000
- Горняткевич А. - Ще про одну кобзу — ж. «Бандура», № 75, 2001
- Горняткевич А. - Українські народні інструменти в Канаді // Міграційні рухи з Західної України до Західної Канади — Едмонтон, 2002.   С. 306-312
- Hornjatkevyč A. - The secret speech of Lirnyky and Kobzari Encoding a Life Style // Folklorica 2004, vol. IX, no. 2 — p. 32-54
- Hornjatkevyč A. - The Kobza and the Bandura A Study in Similarities and Contrasts // Folklorica 2008, vol. XIII — p. 129-1434
- Горняткевич А. - Кобза, бандура, кобза-бандура, "кобза" та (знов) кобза // Народознавчі зошити, №3-4 (93-94), 2010. С. 340-347; т.с. у збірнику статей "До основ", Вінніпеґ, УВАН, 2012. С. 207-225.
- Hornjatkevyč A. -Shtokalko's Byliny. // The Paths of Folklore — Bloomington, Indiana, 2012 — p. 23-38
- Горняткевич А. - Чи справді харківська бандура? // Конференція Дмитра Штогрина. Збірник матеріалів — Київ, КМА, 2020 — С. 19-22
- Горняткевич А. - Бандура в Едмонтоні // Західньоканадський збірник, т. XLVIII, ч. 8, Едмонтон, Видавництво НТШ в Канаді, 2020 — С. 127-130